# Jerry Smith
Gerald "Jerry" Sanford Smith (19 de julio de 1943 - 15 de octubre de 1986) fue un jugador profesional de fútbol americano. Jugó en la posición de tight end para los Washington Redskins de la National Football League de 1965 a 1977.

## Carrera deportiva universitaria
Smith estudió en Arizona State, en donde jugó para el equipo de fútbol americano universitario de los Sun Devils por dos años, 1963 y 1964, ayudando a los Devils a terminar con marcas de 8-1 y 8-2.  

## Carrera deportiva profesional
Fue reclutado por Washingon en la ronda 9 siendo la selección global 118 de todo el draft de 1965. Jugando bajo las órdenes de los entrenadores Otto Graham y George Allen Smith tuvo una carrera profesional estelar. Fue parte del equipo Campeón de la NFC en 1972 venciendo a los Dallas Cowboys y jugó en el Super Bowl VII como jugador titular (corrió para 6 yardas y atrapó un pase de 11 yardas), partido que perdieron en contra de los Miami Dolphins. La revista Sports Illustrated llegó a decir de él que era "un extraordinario receptor entre todos los tight ends, con la habilidad para abrirse paso entre los defensivos para una gran ganancia de yardas." A lo largo de su carrera deportiva Smith atrapó 421 pases, para un total de 60 touchdowns, una marca para cualquier tight end de la NFL en su poca. Fue seleccionado en dos ocasiones como All-Pro y muchas de sus antiguas marcas personales en la NFL permanecieron inbatibles por varios años.

## Fallecimiento
Smith murió de sida el 15 de octubre de 1986. Fue el primer atleta profesional de Estados Unidos que murió a causa de esa enfermedad. Aunque abiertamente reconoció que tenía sida, nunca admitió públicamente sus actividades homosexuales. La homosexualidad de Smith fue confirmada después de su muerte por su excompañero de equipo David Kopay, quien admitió ser homosexual en 1975. El logotipo de los Redskins, junto con el número de uniforme de Jerry Smith, el 87, son parte de la organización "The Aids Memorial Quilt".